# شاپرک لاکی
شاپرک لاکی (نام علمی: Malacosoma neustria) یا (به انگلیسی: Lackey moth) یا به ژاپنی اوبیکاره‌ها (به ژاپنی: オビカレハ Obikareha) یکی از انواع پولک‌بالان است. این حشره یکی از آفت‌های درختان ساکورا به شمار می‌آید.